# Owstonia simoterus
 Owstonia simoterus és una espècie de peix de la família dels cepòlids i de l'ordre dels perciformes.

## Distribució geogràfica
Es troba al sud de Moçambic.